# Miami Seaquarium
Le Miami Seaquarium est un océanarium américain situé en Floride, dans le comté de Miami-Dade, sur l'île de Virginia Key. Ouvert en 1955, il s'agit du principal équipement de ce type dans l'agglomération de Miami. Le Miami Seaquarium possède un delphinarium présentant des grands dauphins, des dauphins à flancs blancs du Pacifique. Il présente aussi des poissons, des requins, des tortues de mer, des oiseaux, des reptiles et des lamantins. Depuis 2014, il est la propriété de la multinationale espagnole Parques Reunidos, dont le principal actionnaire est le fonds d'investissement britannique Arle Capital Partners.
En 2021, le parc est vendu au groupe The Dolphin Company.

## Historique
Il est acheté par le groupe Parques Reunidos en 2014.
En septembre 2017, le parc fait face à l'ouragan Irma.

## Installation et espèces présentées

### Spectacle
Le spectacle présente quatre dauphins à flancs blancs du Pacifique.
Il y a eu deux orques au Miami Seaquarium : Hugo (décédé) et Lolita (décédée).

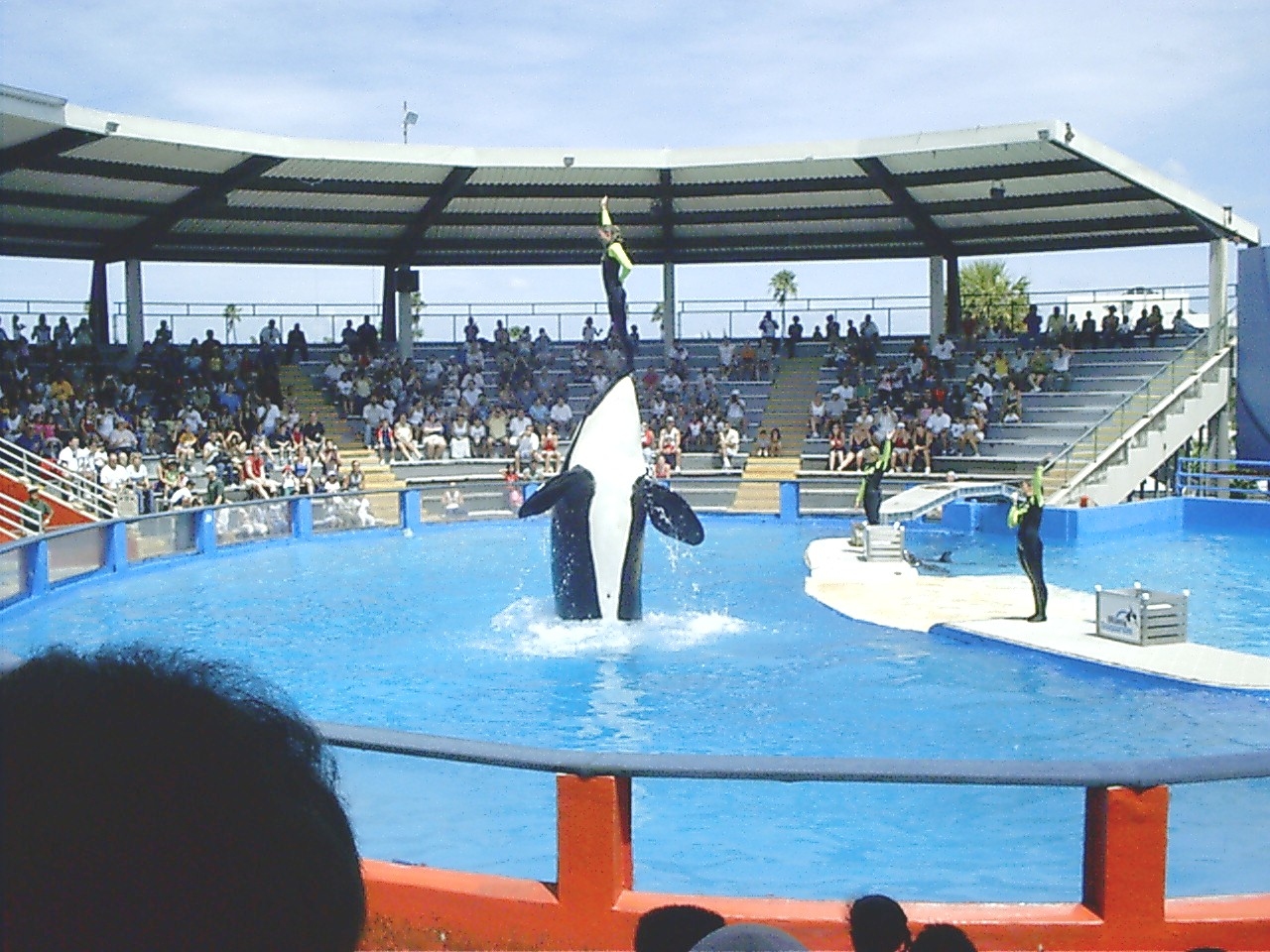
Le spectacle d'orque.
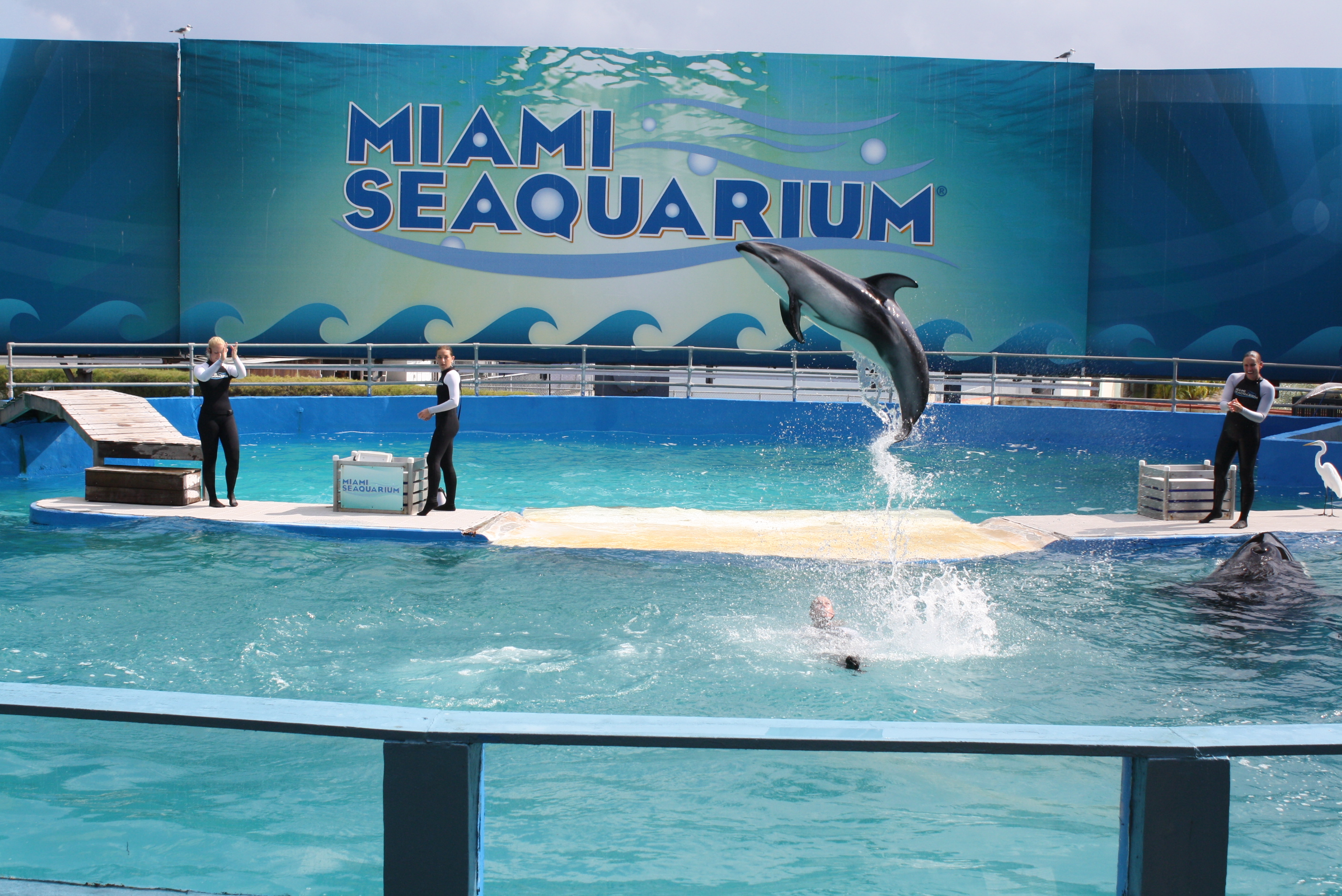
Un dauphin à flancs blancs du Pacifique, pendant un spectacle.
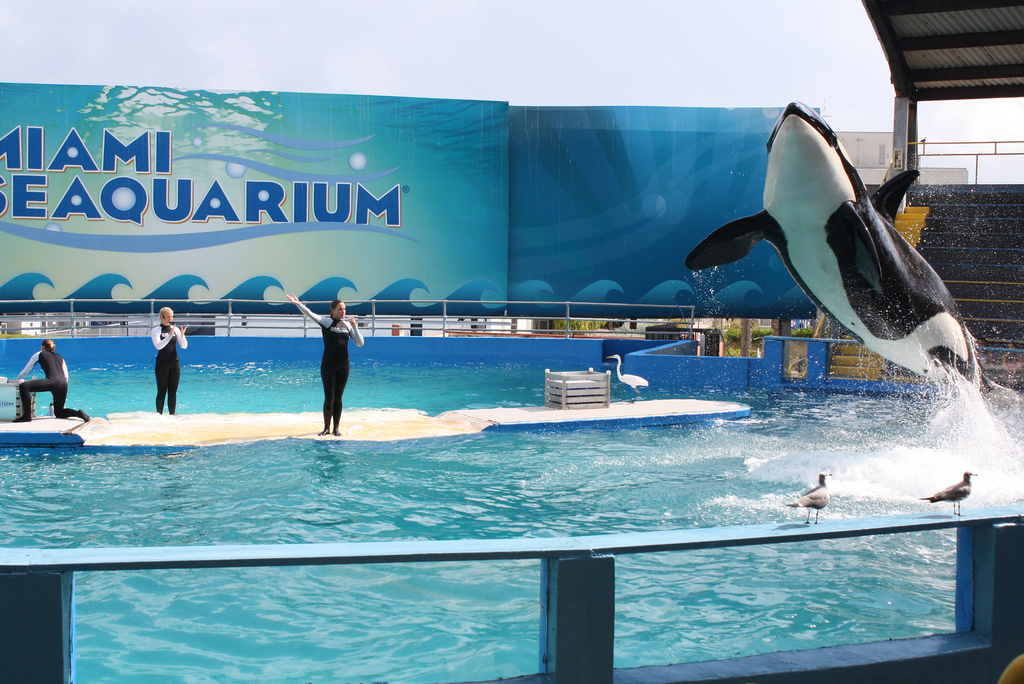
Lolita, en spectacle.

### Grands dauphins
Le parc dispose de deux bassins dédiés aux spectacles de grands dauphins, le Top Deck Dolphin Show et le Flipper Dolphin Show, ainsi qu'un troisième bassin, Dolphin Harbor, dédié aux interactions du public avec les dauphins. En 2020, il présente ainsi 24 grands dauphins captifs.

### Bassin des lamantins
Le Manatee Exhibit présente plusieurs lamantins.

### Dôme doré
Le Golden Dome présente un spectacle de lions de mer et de phoques.

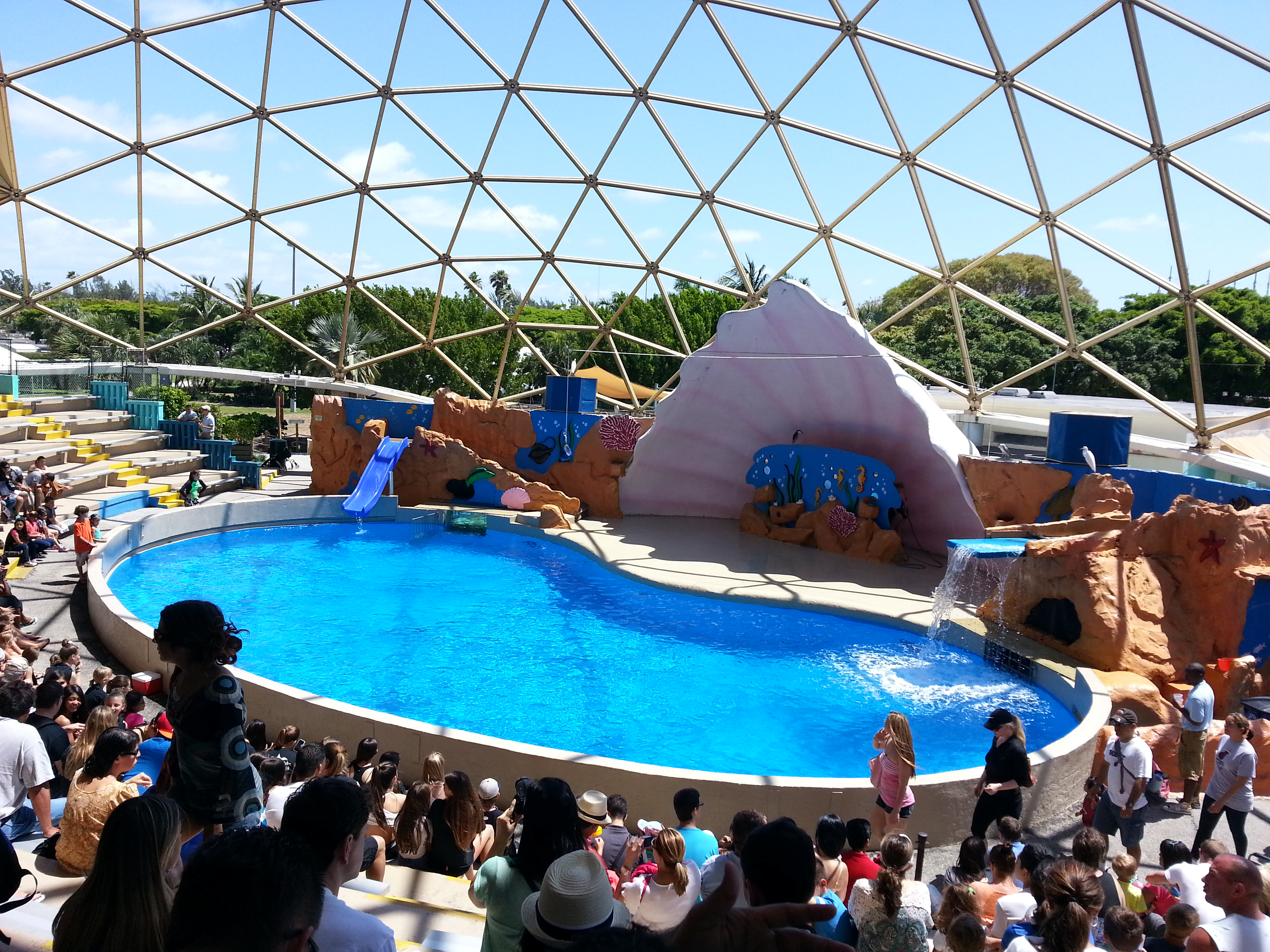
Vue du bassin du Golden Dome depuis les gradins.
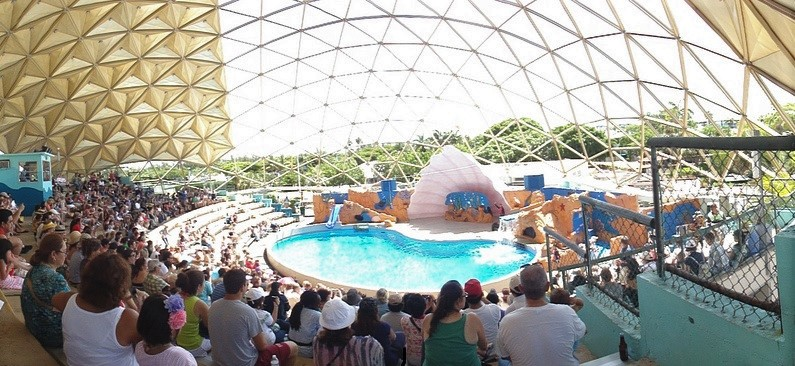
Vue panoramique.
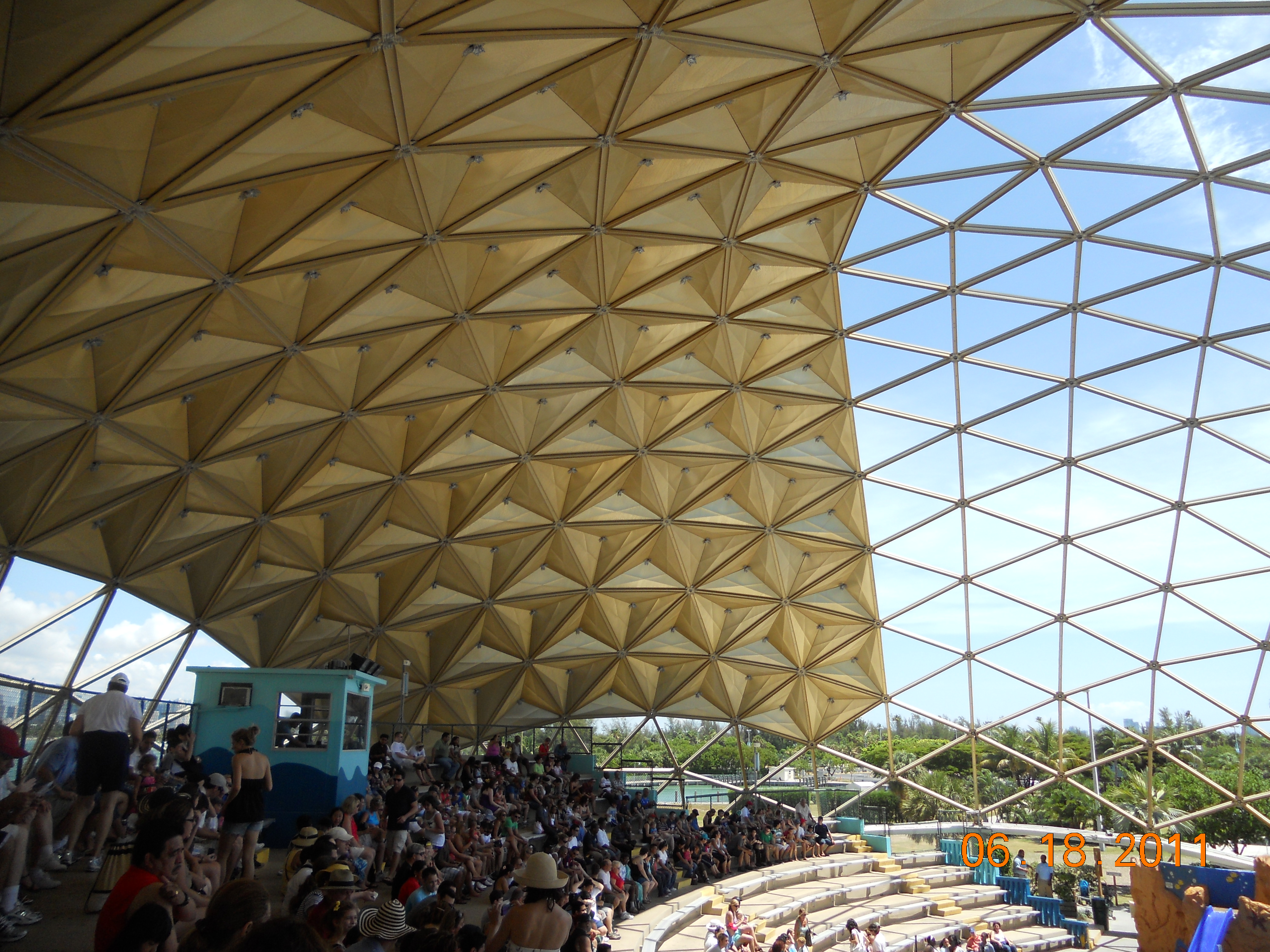
Détail du toit du Golden Dome.
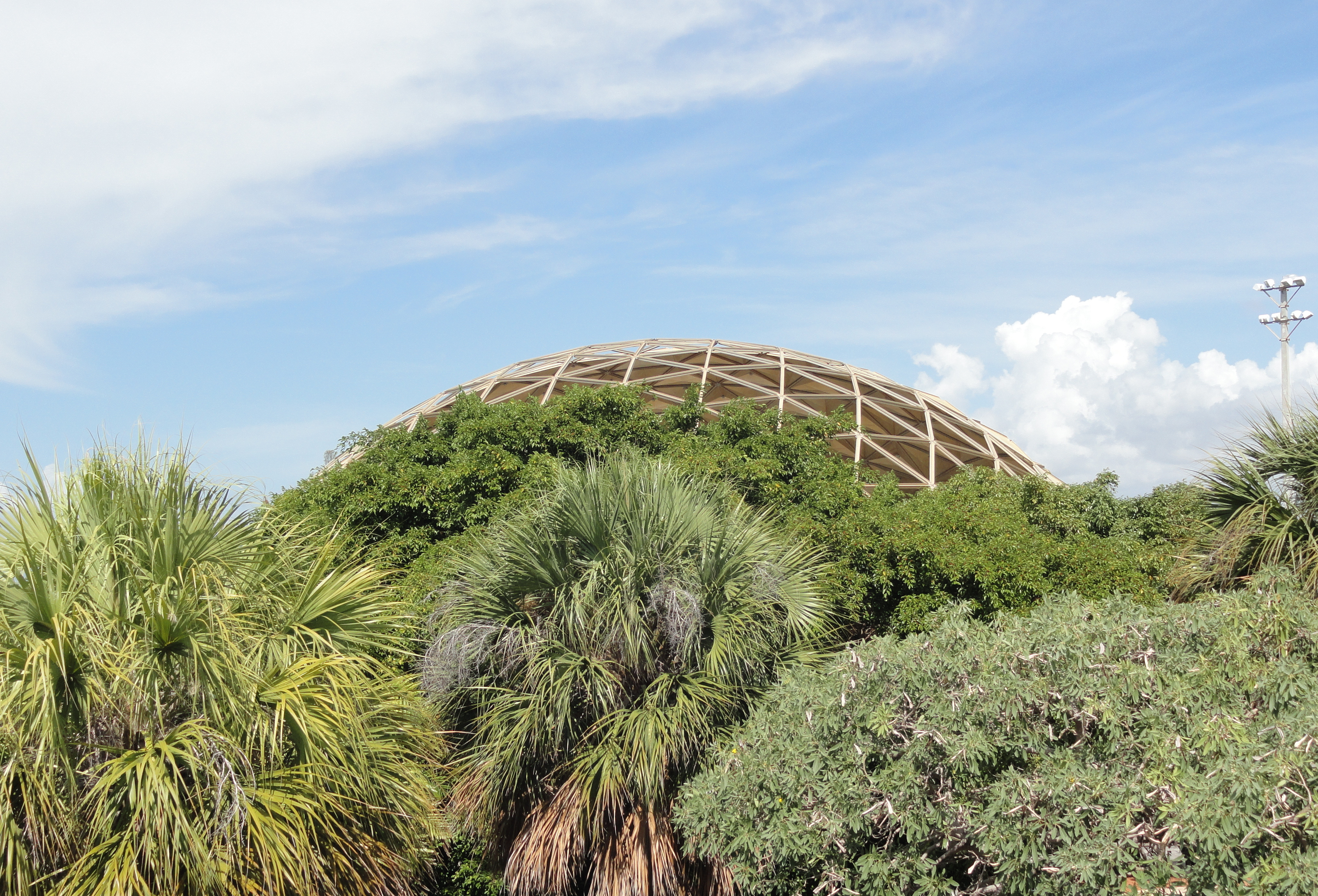
L'installation vue depuis l'extérieur.

## Controverses
Le Miami Seaquarium est décrié en raison des conditions de captivité de son orque Lolita. En effet, Lolita est confinée depuis plus de 40 ans dans un bassin étroit sans protection contre les rayons du soleil.
Le mardi 12 mai 2015, PETA, ALDF, Orca Network et deux personnes privées ont envoyé une lettre au Miami Seaquarium, où l'orque Lolita est détenue dans un bassin sans la compagnie d'un individu de son espèce. Ils avertissent l'entreprise de leur intention d'intenter des poursuites en vertu de l'Endangered Species Act.
Grâce à une pétition internationale, Lolita bénéficie désormais de la même protection que celle que la loi accorde au reste de sa famille libre[réf. nécessaire]. La lettre affirme que l'emprisonnement de Lolita au Seaquarium est une "prise" illégale (c'est-à-dire qu'elle est maltraitée, harcelée et / ou blessée) en violation de l'ESA[réf. nécessaire].
PETA, ALDF, Orca NetWork et d'autres défenseurs de Lolita dans le monde militent depuis des années pour que l'orque soit transférée dans un sanctuaire prévu à cet effet au large des îles San Juan (État de Washington). Elle pourrait y interagir avec son pod familial, voire le rejoindre. En liberté, les orques résidentes du Sud passent souvent toute leur vie avec leur mère. Lolita a semblé reconnaître les appels de son pod des décennies après sa capture et sa mère, Ocean Sun, ferait toujours partie de ce groupe. À cet égard, Lolita est considérée pour beaucoup comme la meilleure candidate à la réhabilitation parmi toutes les orques captives des États-Unis.